# St Patrick's Isle

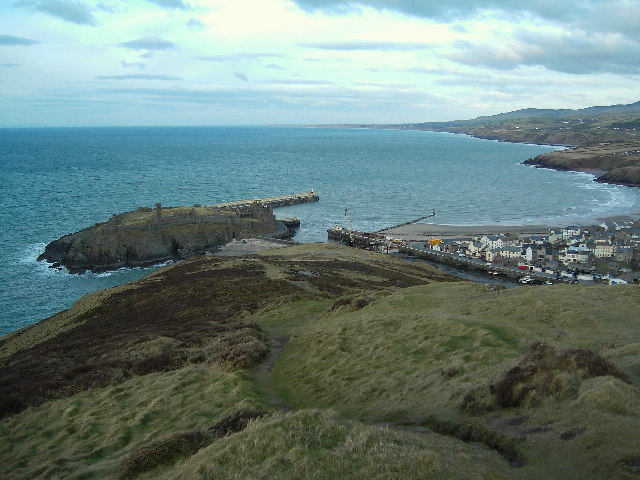
St Patrick's Isle

St Patrick's Isle (Manx: Ellan Noo Perick)) är en liten ö utanför staden Peel på Isle of Man. St Patrick's Isle har fått sitt namn efter helgonet St. Patrick, för det sägs att han steg i land på Isle of Man just på den här ön. Ön är nu en turistattraktion med Peel Castle och ett antal historiska lämningar. Till exempel ruinerna efter Saint Patricks kyrka, ett runt irländskt torn och Saint German-katedralen. Katedralen övergavs på 1700-talet. Ön är också ett naturreservat.
St Patrick's Isle har förbindelse men staden Peel med en fördämning ("causeway").

### Ursprung
- Fritt översatt ifrån engelska Wikipedia.